# Ếch cây

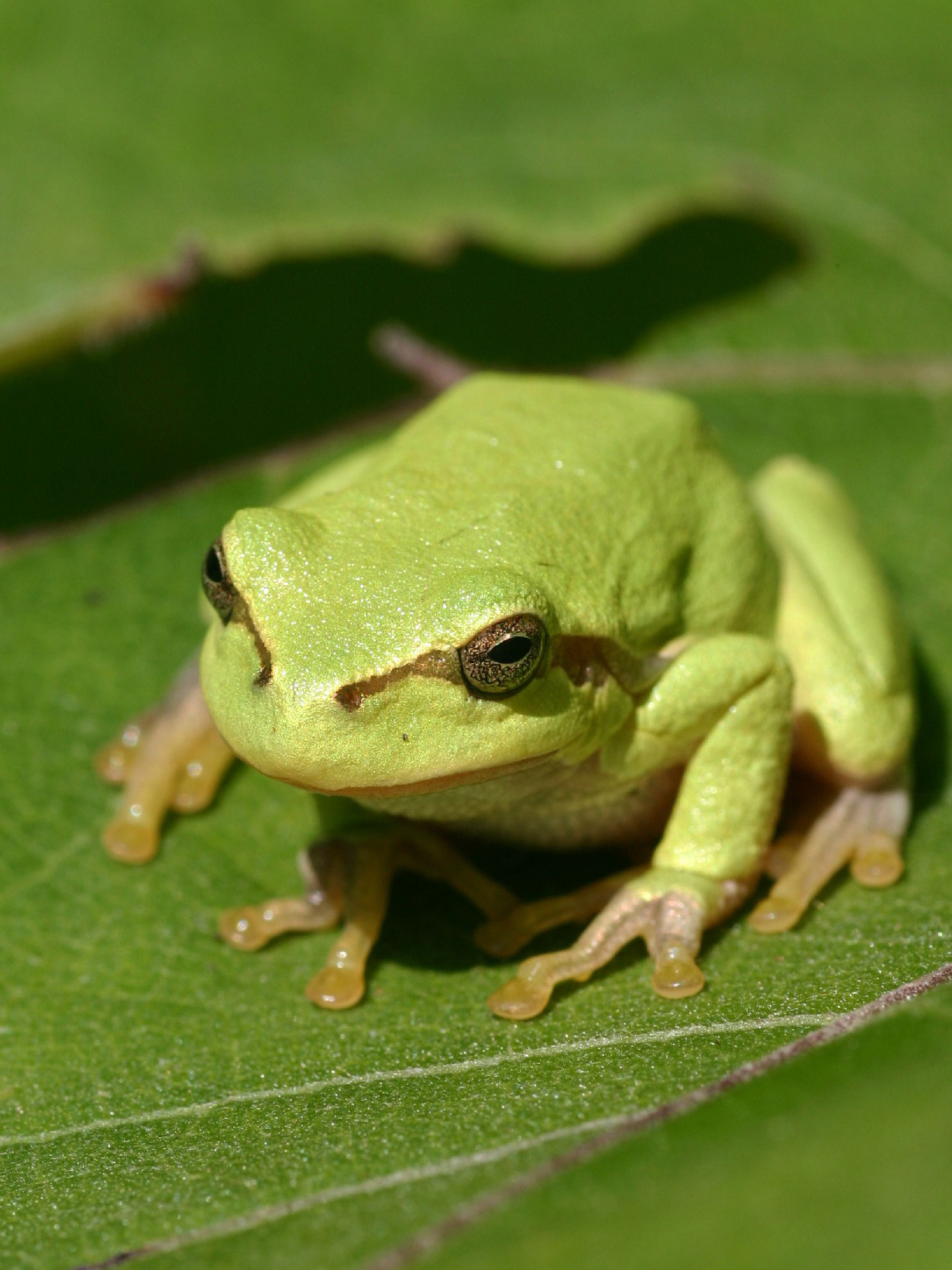
Một con ếch cây

Ếch cây, còn được gọi là nhái, là bất kỳ loài ếch nào có môi trường sống chính là ở trên cây, trong đó có thể kể đến Hylidae, Rhacophoridae, Centrolenidae, Hyperoliidae, Boophis và Pedostibes.

## Đời sống
Hầu hết các loài ếch cây là động vật sống đơn độc, không có các hành vi xã hội, và thường chỉ đến với nhau vào mùa giao phối. Thời điểm giao phối của loài ếch cây thì sẽ những điệp khúc kêu của chúng. Một số loài ếch làm tổ trên cây ở vùng bờ biển, giao phối trên các cành cây bên trên các ao nước hay dòng suối tĩnh lặng. Do có tứ chi rất khoẻ, giữa các ngón có màng da, màng chân lớn, nếp da bên cánh tay rộng nên ếch cây có thể dễ dàng lướt mình từ cây này sang cây khác.
Các khối trứng của chúng tạo thành khối bọt lớn trông như cái kén. Đôi khi khối bọt này khô lại dưới ánh nắng, bảo vệ độ ẩm bên trong. Khi mùa mưa đến, sau 7-9 ngày phát triển, khối bọt chảy nhỏ giọt xuống, thả những con nòng nọc nhỏ xuống dòng sông hoặc cái ao bên dưới.
Có nhiều sở thích giao phối ở loài ếch cây. Một số loài thích giao phối khi thời tiết lạnh, một số thích thời tiết ấm áp hoặc có loài lại chọn để giao phối sau khi trời mưa. Ếch cây cũng có các hệ thống sinh sản khác nhau, phổ biến nhất trong số đó là hệ thống "Lek" - con đực sẽ tranh giành sự chú ý của con cái vào ban đêm, và con cái có quyền thống trị đối với việc lựa chọn bạn tình.
Để thu hút con cái, ếch cây đực sẽ phát ra tiếng kêu mời gọi. Tiếng kêu có thể cho con cái biết được thông tin về giới tính và giống loài của con đực cất tiếng. Đồng thời, đó cũng là thông báo để các con đực khác tránh xa. Sau khi nghe tiếng kêu tán tỉnh, con cái sẽ tiếp cận con đực có lời mời gọi mà nó thích. Lúc này, con đực có thể phải chuyển sang tiếng kêu tán tỉnh dài hơi và ấn tượng hơn tiếng gọi giao phối thông thường trước đó.
Khi con cái cho phép, con đực sẽ trèo lên lưng và ôm chặt lấy phần bụng dưới của ếch cái trong một cái ôm gọi là cõng ghép đôi. Việc cõng giao phối có thể kéo dài trong nhiều ngày. Sau đó, con cái sẽ rời đi mang theo bạn tình trên lưng đi đến một cái ao hoặc bất kỳ chỗ nào có nước để đẻ trứng. Trong tư thế cõng ghép đôi, ếch đực thụ tinh cho trứng khi chúng được ếch cái thả xuống. Ếch thường đẻ từng trứng trong bọc trứng.
Sau khi thụ tinh, một số loài ếch sẽ bỏ mặc trứng, một số khác thì ở lại để bảo vệ. Một số có những cách chăm sóc trứng của chúng. Sau khi cặp đôi ếch giao phối xong, con đực sẽ đi xung quanh nhằm tìm kiếm con cái khác giao phối tiếp. Ếch cái có thể giao phối thêm 1-2 lần trong suốt mùa giao phối.